# Rafael Obligado (Buenos Aires)
Rafael Obligado es una localidad del partido de Rojas, provincia de Buenos Aires, Argentina. Se encuentra a 29 km al sudoeste de la ciudad de Rojas, cabecera de dicho partido, y a 36 km de Junín, sobre la traza del Ferrocarril General Bartolomé Mitre (operado por Nuevo Central Argentino) y a 3 km pavimentados de la RN 188. Es la capital nacional de la galleta.

## Población
Cuenta con 901 habitantes (Indec, 2010), lo que representa un descenso del 3,6% frente a los 935 habitantes (Indec, 2001) del censo anterior.
| Gráfica de evolución demográfica de Rafael Obligado entre 1991 y 2010 |
|                                                                       |
| Fuente: Censos nacionales del INDEC                                   |

## Historia
Fue fundada el 20 de marzo de 1887, cuando comenzó a funcionar la "Estación de Ferrocarril Esteban Echeverría", pero más adelante para evitar inconvenientes con la correspondencia que se enviaba a otra localidad del conurbano bonaerense conocida como el partido de Esteban Echeverria, se denominaría solamente Echeverría y en los inicios del siglo XX cambia al nombre definitivo de Rafael Obligado. 
Sus primeros habitantes eran de varias nacionalidades: de Europa central pasando por sirio-libaneses y saudíes, italianos y españoles.

## Parroquia San Luis Gonzaga
Esta joya arquitectónica fue bendecida el 22 de mayo de 1904; en honor a San Luis Gonzaga,quien es el santo patrono de la localidad, cuya fiesta patronal se celebra el 21 de junio. 

## Educación
- Nivel preescolar: jardín de infantes N.º 902 José de San Martín, 26 alumnos
- Primario: escuela primaria N.º 7 "Manuel Belgrano", 145 alumnos
- Secundario: escuela de educación Mmdia N.º 1 Francisco. P. Moreno, 45 alumnos
- Terciario: Escuela de Policía Descentralizada Juan Vucetich. Sede Rafael Obligado - Rojas, 544 aspirantes

## Fiesta Provincial de la Galleta
- Anualmente el tercer domingo de noviembre se realiza la “Fiesta Provincial de la Galleta”.

Desde 1971, los vecinos se reúnen con amigos y visitantes en la plaza de la localidad para compartir un exquisito asado bajo la sombra de los plátanos, con variados espectáculos artísticos y la elección de la Reina.

## Centros tradicionalistas
- Peña "Los Amigos".
- Agrupación Gaucha "Facundo Quiroga".

Estos centros participan de encuentros tradicionalistas.

## Plaza Gral. Manuel Belgrano
Cuenta con frondosos tilos y tupida arboleda, entre las cuales hay una amplia colección de palmeras y rosas que la hacen una de las más completas en el noroeste de la provincia de Buenos Aires.

## Zona rural
- Paraje de San Basilio
- La Pampa
- La Vuelta
- Sol de Mayo
- La Soledad

## Celebridades
- El futbolista Lisandro López nació aquí.